# خاک مهر شده
خاک مهر شده فیلمی به کارگردانی  و نویسندگی مروا نبیلی ساختهٔ سال ۱۳۵۶ است.

## بازیگران
- فلورا شباویز